# 대한민국 형법 제131조
대한민국 형법 제131조는 수뢰후부정처사, 사후수뢰에 대한 형법각칙의 조문이다.

## 조문
제131조(수뢰후부정처사, 사후수뢰) ① 공무원 또는 중재인이 전 2조의 죄를 범하여 부정한 행위를 한 때에는 1년 이상의 유기징역에 처한다.

②공무원 또는 중재인이 그 직무상 부정한 행위를 한 후 뇌물을 수수, 요구 또는 약속하거나 제삼자에게 이를 공여하게 하거나 공여를 요구 또는 약속한 때에도 전항의 형과 같다.

③공무원 또는 중재인이었던 자가 그 재직 중에 청탁을 받고 직무상 부정한 행위를 한 후 뇌물을 수수, 요구 또는 약속한 때에는 5년 이하의 징역 또는 10년 이하의 자격정지에 처한다.

④전 3항의 경우에는 10년 이하의 자격정지를 병과할 수 있다.

第131條(收賂後不正處事, 事後收賂) ① 公務員 또는 仲裁人이 前 2條의 罪를 犯하여 不正한 行爲를 한 때에는 1年 以上의 有期懲役에 處한다.

②公務員 또는 仲裁人이 그 職務上 不正한 行爲를 한 後 賂物을 收受, 要求 또는 約束하거나 第三者에게 이를 供與하게 하거나 供與를 要求 또는 約束한 때에도 前項의 刑과 같다.

③公務員 또는 仲裁人이었던 者가 그 在職 中에 請託을 받고 職務上 不正한 行爲를 한 後 賂物을 收受, 要求 또는 約束한 때에는 5年 以下의 懲役 또는 10年 以下의 資格停止에 處한다.

④前 3項의 境遇에는 10年 以下의 資格停止를 倂科할 수 있다.

## 판례
- 수뢰후부정처사죄에서 말하는 '부정한 행위'라 함은 직무에 위배되는 일체의 행위를 말하는 것으로 직무행위 자체는 물론 그것과 객관적으로 관련 있는 행위까지를 포함한다.[1]

## 같이 보기
- 수뢰후부정처사죄
- 사후수뢰죄